# 마법사의 신부
《마법사의 신부》(魔法使いの嫁 まほうつかいのよめ[*])는 2013년 11월 30일부터 「월간 코믹 블레이드」에서 연재하고 2014년 9월부터 「코믹 블레이드」와 「월간 코믹 가든」에서 동시 연재중인 일본의 작가 야마자키 고레(일본어: ヤマザキコレ)가 그린 만화로 특별한 것을 보고 끌어당기는 소녀 하토리 치세(羽鳥 智世 はとり ちせ[*])가 인외의 마법사 엘리어스 에인즈워스(エリアス・エインズワース)를 만나면서 마법사의 제자이자 신부가 되어 성장하는 판타지, 모험 이야기를 그리고 있다.
2014년 1월호부터 「월간 코믹 블레이드」에서 연재를 시작했으며, 2014년 9월호부터 「월간 코믹 블레이드」를 전신으로하는 온라인 잡지 「코믹 블레이드」(현 MAGCOMI)와 「월간 코믹 가든」에서 동시 연재중이다.
2016년 3월 드라마 CD를 발매하였다. 2016년 9월 10일부터 2017년 9월 8일까지 전 3화로 OVA가 방영되었다. 2017년 10월부터 2018년 3월까지 전 24화로 TV애니메이션이 방영되었다. 2017년 3월 기준으로 누적 총 발행부수가 400만 부를 돌파하였다.

## 줄거리
이야기의 무대는 현대 영국. 선천적으로 인간이 아닌 것을 볼 수 있었던 탓에 주위로부터도 가족으로부터도 소외되어 불행과 고독 속에서 살아온 일본인 히토리 치세는 자포자기의 심정으로 수수께끼의 남자의 추천대로 영국으로 가 옥션에 상품으로서 몸을 맡긴다. 그곳에서 치세는 해골 머리의 인외의 존재인 엘리어스에게 500만 파운드(약 8억 5천만 엔)로 낙찰된다.
지금까지의 인생에서 「좋았다고 생각한 적 따위 한 번도 없어」라고 말하는 치세에게 「좋았다고 생각할 수 있도록 하자」고 반응하는 엘리어스는 치세가 마법사로서 큰 소질을 가진 '슬레이 베가(밤의 사랑을 받는 아이)'임을 밝히고 자신의 제자이자 신부로서 받아들이겠다고 말한다. 영국에서 생활하기 시작한 두 사람이지만, 엘리어스가 제자를 받아들였다는 것을 꺼림칙하게 여긴 교회가 페널티로서 세 개 안건의 처리를 의뢰한다. 이 안건을 해결하는 과정에서 치세는 자신과 같은 불행한 처지에 놓여있는 사람들과 만나고 그들을 구원하는 중에 자신의 과거를 마주보게 된다.

## 등장 인물

### 엘리어스네
하토리 치세(羽鳥智世)
성우 - 다네자키 아츠미
주인공으로 적발이 특징인 (만)15→16세 소녀. 작중에서는 한자가 아닌 가타카나(チセ・ハトリ)로 표기하는데 아이누어로 집이라는 뜻이다. 엘리어스의 제자 겸 부인이다.
특수한 마법적 소질을 가진 슬레이 베가로 불리는 존재. 그 중에서도 특이한 타입으로 마법사로서의 잠재 능력이 상당한다. 다만, 능력을 스스로 억제할 수 없어 현재 남은 수명은 3년도 채 되지 않는다.
태어난 곳은 일본으로 특수한 능력 덕에 다른 사람에게 보이지 않는 것을 보고 들을 수 있어 주위나 친척으로부터 소외되어 있었다. 아버지는 남동생과 함께 어느날 갑자기 사라져버렸으며, 어머니는 그 이후 치세의 눈앞에서 자살해버린다. 친척과 친구들로부터 외면을 받던 그녀는 수수께끼의 남자의 제안에 응하여 인신매매되고 이때, 엘리어스가 그녀를 구입한다. 이를 계기로 주위가 변하게 되고 새로운 인물들과의 교류를 통해 과거를 돌아보며 바꿔나가게 된다.
엘리어스 에인즈워스(エリアス・エインズワース)
성우 - 타케우치 료타
인간이 아닌 이형의 모습을 한 마법사. 산양같은 비틀어진 뿔이 있으며, 얼굴은 큰 개의 머리뼈처럼 생겼다. 대중 앞에서는 금발의 남성으로 변신하여 나타난다. 그림자의 가시, 필름 무리아리스 등의 이명을 가지고 있으며 해골머리, 반쪽이 등으로도 불리는데 정체가 무엇인지 확실히 밝혀지지 않았다. 그림자에 숨는 능력이나 가시덩굴을 촉수처럼 사용하는 능력을 가지고 있으며, 본래는 정령, 혹은 그림자에 속하는 존재, 육체의 그릇을 가진 자 등으로 인식된다.
상당히 오래전부터 살아왔으며, 교회조차 함부로 손을 대기 힘든 정도의 실력자이다. 적대시하는 것은 아니지만 교회와는 불편한 관계를 유지하고 있는 한편, 갑작스럽게 제자를 들인 자신의 행동에 대한 페널티로 세 개의 의뢰가 들어오자 순순히 따르는 모습도 보인다.
실키(シルキー)
성우 - 엔도 아야
엘리어스네 집에 사는 가사의 요정. 보닛에 드레스 차림의 아름다운 여성의 모습을 하고 있다. 인간과 닮은 외견 덕에 엘리어스를 대신하여 사람들과 접촉을 하며 엘리어스가 만드는 상비약을 마을사람들에게 파는 역할도 맡고 있다. 거의 무표정이며, 말이 없는 것이 특징이지만 단행본 표지의 『실키 양의 일기』에서는 본편에서는 보여주지 않는 풍부한 감정표현을 보여준다.
옛날에는 벤시였지만 거주하던 집이 사라져 이곳저곳을 떠돌다가 티타니아를 수행하는 요정인 스프리건에게 도움을 받는다.
룻(ルツ)
성우 - 우치야마 코우키
치세와 엘리어스가 어느 교회의 묘지에서 만난 검둥개. 원래는 평범한 검은 개 율리시였지만 주인 이자벨의 사망 후에도 그녀의 무덤을 지키면서 처치 그림이 되었다. 이자벨을 여동생이라 생각하였기에 개라는 자각이 없어 인간의 모습으로 변할 수 있다. 치세의 도움으로 이자벨을 떠나보낸 뒤 그녀의 사역마가 되어 룻(히브리어로 깊은 슬픔을 가진 친구라는 뜻이다)이라는 이름을 가지게 되었다.

### 엘리어스의 지인
사이몬 카람(サイモン・カラム)
성우 - 모리카와 토시유키
엘리어스가 사는 마을의 신부. 교회의 명으로 인해 10년 전부터 엘리어스의 감시역을 맡고 있지만 가벼운 말투와 행동 때문인지 둘의 관계는 원만한 편이다. 실키로부터는 미움을 받고 있다. 엘리어스가 대중 앞에 드러낼 때의 모습의 모델이다.
안젤리카 바레이(アンジェリカ・バーレイ)
성우 - 카이다 유코
마법도구의 제작을 취급하는 기사(技師). 아버지 대부터 엘리어스와 교분이 있었다. 다만, 안젤리카 본인은 마법사이지만 아버지는 마술사였다. 어린 딸이 있는데 마법의 소질이 있다고 한다. 마력을 지나치게 쓴 적이 있어 오른팔에 마법석이 다수로 발생했다.
휴고(ヒューゴ)
성우 - 쿠노 미사키
물의 요정. 안젤리카의 사역마이다.
린델(リンデル)
성우 - 나미카와 다이스케
아이슬란드에 거주하는 마법사로 용의 나라의 관리자를 맡고 있다. 외견은 청년처럼 보이지만 실제로는 아득히 먼 과거부터 살아왔다. 엘리어스의 과거를 아는 몇 되지 않는 인물 중 하나이며, 엘리어스와 가장 처음 만난 인물이기도 하다. 스스로 제자를 들일 수 없다고 생각하여 엘리어스를 제자가 아닌 친구로 대해주었으며, 엘리어스에게 여러 가지 지식을 가르쳐 주었다. 백화의 노래(에코즈)라는 이명을 가지고 있다.
티타니아(ティターニア)
성우 - 오하라 사야카
요정의 여왕. 엘리어스가 신부를 들였다는 소식을 듣고 그를 찾아온다. 여왕다운 면모를
보여 그냥 있어도 기품과 위엄이 풍긴다.
오베론(オベロン)
성우 - 야마구치 캇페이
요정의 왕으로 티타니아의 남편. 왕답지 않게 장난스럽고 개구진 성격이다. 그 때문에 아내인 티타니아에게 매번 혼난다. 색을 밝히는 것도 혼나는 이유 중 하나.

### 학원
미하일 렌프레드(ミハイル・レンフレッド)
성우 - 히노 사토시
마술사. 왼쪽 눈 주위의 상처와 왼쪽 팔이 없는 것이 특징인 남성. 마법사를 싫어하여 엘리어스와는 대립하는 사이이지만 상황에 따라서는 공동전선을 펼치기도 한다. 카르타피루스의 협박으로 작중 초반에는 어쩔 수 없이 그에게 협력하였으며 왼쪽 팔을 잃은 것도 이때의 일이다. 카르타피루스의 마수에서 벗어난 뒤, 그가 접근하기 힘든 학원에 몸을 숨기고 있다.
앨리스(アリス)
성우 - 다무라 무쓰미
렌프레드의 제자 겸 수호자. 마약중독자의 부모 밑에서 자라 본인도 마약에 중독되어 있었으며, 나중에는 거리의 부랑아(street children)가 되었다. 이때 우연히 렌프레드를 만나 마력의 소양이 있음을 알게되고 약기운을 빼낸 뒤 제자가 되며, 그를 강하게 사모하고 있다. 크리스마스 선물로 렌프레드에게 무엇을 살지 치세와 함께 고민하다가 친해지게 된다.
아돌프 스토라우드(アドルフ・ストラウド)
학원관리국에 소속되어 있는 마술사로 렌프레드의 후배. 마법사 린델의 옛 제자. 마법사가 되어 스승인 린델을 돕고 싶었으나 자질부족으로 마술사로 전향.
토리 이니스(トーリー・イニス)
마법사의 연구를 하고 있는 마술사. 슬레이 베가인 치세에게 큰 흥미를 가지고 있다.

### 기타
카르타피루스(カルタフィルス)
성우 - 무라세 아유무
다른 이름은 요셉(ヨセフ). 본인은 카르타피루스라는 이름을 저주받은 이름이라하여 굉장히 싫어한다. 그 이름과 특이성 때문에 마술사들로부터 「방황하는 유다야인」으로 생각되고 있다. 엘리어스를 꼬맹이라고 부를 정도로 오래 살았다.
어린이같은 말투로 제대로 된 윤리관을 가지고 있지 않다. 자신의 실험을 위해 매튜를 이용하여 고양이를 죽이게 하였으며 그 아내인 미나도 죽게 만들었다. 무덤을 도굴할 때에 마주쳤던 일반인을 죄악감도 없이 살해할 만큼 자신의 목적을 위해서는 타인의 희생 따위 주저하지 않는 성격. 본인은 이를 생물 본연의 모습이라고 생각한다.
조엘 가란드(ジョエル・ガーランド)
엘리어스네 집의 인근에 사는 노인. 취미는 집필과 정원 관리. 랴난 시에게 들러붙어져 있지만 본인은 자각하지 못하고 있으며, 죽기 전에서야 그녀의 존재를 인식했다.
랴난 시(リャナン・シー)
본래는 시인에게 들러붙어 재능을 주는 대가로 피를 빨아먹는 요정. 조엘에게 줄 재능이 없었기에 흡혈을 하지 않은 채로 항상 곁에 있는다.
스텔라 버그렘(ステラ・バークレム)
런던에서 살고 있으며, 치세보다 6살 어린 소녀. 잿빛의 눈의 장난으로 남동생을 잃어버렸을 때 치세의 도움으로 되찾을 수 있었고 이후 그녀와 친구가 되었다.
마리엘(マリエル)
산양을 키우는 마녀. 납치당한 드래곤의 새끼를 옥션에서 사려고 했을 때, 치세에게 협력한다. 치세와 스텔라는 마리엘을 보았을 때, 자신들의 엄마를 투영해보았다고 한다.

## 용어
밤을 사랑하는 아이 (슬레이 베가)
마력의 생산과 흡수가 극단적으로 뛰어난 존재. 육체에 내포하는 마력으로 요정 따위를 끌어들이고 매료시켜 사랑스런 아이란 뜻의 로빈으로 불린다. 하지만 마력의 생산과 흡수를 제한없이 무의식적으로 반복하기 것에 비해 육체는 일단 인간과 다를 것이 없어 시간이 지나면서 몸이 이를 버티지 못하게 된다. 따라서 대다수의 슬레이 베가들은 돌연사에 젊은 나이에 돌연사하는 경우가 많다. 방대한 마력의 저장고와 같기 때문에 가치를 아는 마술사에게 노려지고 있다.
마법사
요정, 정령, 유령과 같은 인간이 아닌 존재의 힘을 빌려 세계의 이치에 간섭하여 기적을 일으키는 자. 보통의 사람보다 수명이 길고 강건하다.
마술사
마술이라는 종류의 과학을 사용하여 마법과 비슷한 결과를 만들어내는 자.
마녀
마법사의 일종. 가운이라 불리는 조직에 소속되어 있다.
방황하는 유다야인
형장에 끌려나온 예수를 모욕한 벌로써 예수로부터 영원히 죽지않은 저주를 받은 인물.
요정
보통 인간에게는 보이지도 들리지도 않는 존재. 마력을 가진 자로 가끔씩 마법사에게 힘을 빌려주는 옆집사람으로 불리며, 다수가 장난을 좋아한다. 스스로는 요정이라는 표현보다 이웃사람이나 좋은 친구로 불리길 좋아한다.
에어리얼
바람의 요정. 새로운 것을 좋아하고 소문에 민감하다. 다양한 것을 날려버리는 바람의 성질인 옮기기 능력에 능하며, 탁한 것을 정화시키는 마법에도 일가견이 있다.
보댜노이
물의 요정.
가사의 요정(브라우니)
집에 자리를 잡고 그 집의 가사를 돕는 요정.
묘지견(처치 그림)
묘를 지키는 큰 몸집의 요정.
사역마(패밀리어)
마법사와 계약하여 계약상대의 마력을 사용하는 대신 수족으로써 움직이는 요정이나 동물. 서번트라고도 한다.

## 단행본 서지 정보
1. 2014년 4월 10일 발매 ISBN 978-4-8000-0284-6
2. 2014년 9월 10일 발매 ISBN 978-4-8000-0361-4
3. 2015년 3월 10일 발매 ISBN 978-4-8000-0422-2
4. 2015년 9월 10일 발매 ISBN 978-4-8000-0498-7
5. 2016년 3월 10일 발매 ISBN 978-4-8000-0547-2
6. 2016년 9월 10일 발매 ISBN 978-4-8000-0611-0
7. 2017년 3월 10일 발매 ISBN 978-4-8000-0658-5
8. 2017년 9월 8일 발매 ISBN 978-4-8000-0713-1

## 드라마 CD
2016년 3월에 발매된 제5권 최초 한정판에 오리지널 스토리 드라마 CD와 이미지보드, 시나리오, 인터뷰가 포함된 부클렛이 같이 동봉되어 있었다. 치세, 엘리어스, 실키, 룻, 사이먼과 치세의 어머니, 그리고 요정 등이 출연했다.

### 스태프
- 원작 - 야마자키 고레
- 각본 - 다카하 아야
- 연출 - 나가누마 노리히로
- 음악 - 오모리 리토
- 음악제작 - 플라잉 독
- 음향감독 - 하타 쇼지
- 음향제작 - サウンドチーム・ドンファン
- 제작 - WIT STUDIO
- 기획·제작 - Production I.G

## 애니메이션
2016년 3월 OVA의 PV가 공개되었으며, 이후 같은해 8월 13일에 전편이, 다음해 2월 4일과 8월 19일에 중편과 후편이 상영되었다. 내용은 엘리어스가 치세를 사기 전인 8살 당시, 일본에서 만났던 마법사와의 에피소드가 중심이 된다.
2017년 3월 10일 텔레비전 애니화가 발표되었으며, 동년 10월부터 2쿨로 방송될 예정이다. 국내에서는 애니플러스가 판권을 가져갔으며, 현재 애니플러스 홈페이지에서 계속 1위를 유지하고 있다.

### 스태프
- 원작 - 야마자키 고레
- 감독·시리즈 구성 - 나가누마 노리히로
- 각본 - 다카하 아야
- 캐릭터 디자인·총작화감독 - 가토 히로타카
- 서브캐릭터 디자인 - 요코타 마사후미
- 프롭 디자인 - 하세가와 사키, 고다 나오코
- 색채설계 - 고바리 유코
- 미술감독 - 다케다 유스케
- 미술설정 디자인 - 이노세 유키에, 다무라 세이키, 히다카 아야미, 다케다 유스케
- 촬영감독 - 스즈키 마요
- CGI디렉터ー - 스가이 신야
- 2D워크스 - 니시야 도모에
- 특수효과감수 - 다니구치 구미코
- 특수효과 - 아라하타 아유미
- 편집 - 이마이 다이스케
- 음악 - 마츠모토 준이치
- 음악제작 - 플라잉 독
- 음악제작협력 - BASiLiCA
- 음향감독 - 하타 쇼지
- 애니메이션 프로듀서 - 하세가와 히로야
- 애니메이션 제작 - WIT STUDIO
- 제작 - 프로덕션 I.G(OVA), 마법사의 신부 제작위원회(텔레비전 애니메이션)

### 각화 리스트
| 화수 | 서브타이틀       | 콘티              | 연출              | 작화 감독                                                      |
| ---- | ---------------- | ----------------- | ----------------- | -------------------------------------------------------------- |
| 전편 | 별을 기다리는 자 | 나가누마 노리히로 | 나가누마 노리히로 | 이가와 레이나, 도미타 메구미, 하세가와 사키, 요코타 마사후미   |
| 중편 | 별을 기다리는 자 | 나가누마 노리히로 | 와타나베 데츠아키 | 하세가와 사키, 요코타 마사후미, 야마나카 마시히로, 사토 세이시 |
| 후편 | 별을 기다리는 자 | 고바야시 아츠시   | 고바야시 아츠시   | 다카베 미츠아키                                                |

### BD
| 권 | 발매일                | 수록화        | 규격품번  |
| -- | --------------------- | ------------- | --------- |
| 1  | 2017년 11월 29일 예정 | 제1화 ~ 제6화 | SHBR-0441 |
| 2  | 2018년 3월 21일 예정  |               | SHBR-0442 |
| 3  | 2018년 5월 30일 예정  |               | SHBR-0443 |
| 4  | 2018년 7월 25일 예정  |               | SHBR-0444 |